# جوهانس میلدبراد
جوهانس میلدبراد (انگلیسی: Johannes Mildbraed; ۱۹ دسامبر ۱۸۷۹ – ۲۴ دسامبر ۱۹۵۴) گیاه‌شناس و استاد دانشگاه اهل آلمان بود.